# German Open 2016
German Open 2016 byl tenisový turnaj pořádaný jako součást mužského okruhu ATP World Tour, který se hrál ve druhém největším německém městě Hamburku na otevřených antukových dvorcích. Konal se mezi 11 až 17. červencem 2016 v areálu Am Rothenbaum jako 110. ročník tohoto turnaje.
Turnaj s rozpočtem 1 514 495 eur patřil do kategorie ATP World Tour 500. Nejvýše nasazeným hráčem ve dvouhře se stal dvacátý druhý muž žebříčku Philipp Kohlschreiber z Německa. Jako poslední přímý účastník do hlavní soutěže ve dvouhře nastoupil 160. španělský hráč žebříčku Daniel Gimeno Traver, jenž ve čtvrtfinále nestačil na pozdějšího vítěze Kližana.
Čtvrtý singlový titul získal Slovák Martin Kližan, který tak vybojoval druhou trofej z kategorie ATP 500. Deblovou soutěž ovládl finsko-australský pár Henri Kontinen a John Peers.

## Rozdělení bodů a finančních odměn

### Rozdělení bodů
| Soutěž  | vítězové | finalisté | semifinalisté | čtvrtfinalisté | 16 v kole | 32 v kole | Q  | Q2 | Q1 |
| ------- | -------- | --------- | ------------- | -------------- | --------- | --------- | -- | -- | -- |
| dvouhra | 500      | 300       | 180           | 90             | 45        | 0         | 20 | 10 | 0  |
| čtyřhra | 500      | 300       | 180           | 90             | 0         | —         | —  | —  | —  |

### Finanční odměny
| Soutěž                              | vítězové | finalisté | semifinalisté | čtvrtfinalisté | 16 v kole | 32 v kole | Q2     | Q1   |
| ----------------------------------- | -------- | --------- | ------------- | -------------- | --------- | --------- | ------ | ---- |
| dvouhra                             | €316 000 | €148 400  | €73 690       | €36 845        | €18 670   | €9 825    | €1 640 | €900 |
| čtyřhra                             | €93 140  | €44 010   | €21 240       | €11 040        | €5 780    | —         | —      | —    |
| částka ve čtyřhře je uvedena na pár |          |           |               |                |           |           |        |      |

## Mužská dvouhra

### Nasazení
| Stát                           | Hráč                   | ATP | Nasazení |
| ------------------------------ | ---------------------- | --- | -------- |
| Německo                        | Philipp Kohlschreiber  | 22. | 1.       |
| Francie                        | Benoît Paire           | 23. | 2.       |
| Uruguay                        | Pablo Cuevas           | 24. | 3.       |
| Německo                        | Alexander Zverev       | 28. | 4.       |
| Francie                        | Jérémy Chardy          | 34. | 5.       |
| Španělsko                      | Nicolás Almagro        | 47. | 6.       |
| Slovensko                      | Martin Kližan          | 48. | 7.       |
| Španělsko                      | Guillermo García-López | 58. | 8.       |
| Žebříček ATP k 27. červnz 2016 |                        |     |          |

### Jiné formy účasti na turnaji
Následující hráči obdrželi divokou kartu do hlavní soutěže:
- Florian Mayer
- Marvin Möller
- Louis Wessels

Následující hráči postoupili z kvalifikace:
- Steven Diez
- Thiago Monteiro
- Daniil Medveděv
- Jan Šátral

### Odhlášení
před začátkem turnaje
- Kevin Anderson → nahradil jej Nicolás Kicker
- Roberto Bautista Agut → nahradil jej Thomas Fabbiano
- Pablo Carreño Busta → nahradil jej Igor Sijsling
- Federico Delbonis → nahradil jej Michail Južnyj
- Fabio Fognini → nahradil jej Gerald Melzer
- Malek Džazírí → nahradil jej Renzo Olivo
- Juan Mónaco → nahradil jej Jan-Lennard Struff
- Guido Pella → nahradil jej Stéphane Robert
- Lucas Pouille → nahradil jej Máximo González
- Lukáš Rosol → nahradil jej Carlos Berlocq
- Dominic Thiem → nahradil jej Grega Žemlja
- Jiří Veselý → nahradil jej Mischa Zverev

## Čtyřhra

### Nasazení párů
| Země                                                                      | Hráč           | Země        | Hráč           | ATP | Nasazení |
| ------------------------------------------------------------------------- | -------------- | ----------- | -------------- | --- | -------- |
| Polsko                                                                    | Łukasz Kubot   | Rakousko    | Alexander Peya | 40. | 1.       |
| Finsko                                                                    | Henri Kontinen | Austrálie   | John Peers     | 45. | 2.       |
| Kanada                                                                    | Daniel Nestor  | Pákistán    | Ajsám Kúreší   | 58. | 3.       |
| Chorvatsko                                                                | Mate Pavić     | Nový Zéland | Michael Venus  | 73. | 4.       |
| Žebříček ATP k 27. červnu 2016; číslo je součtem umístění obou členů páru |                |             |                |     |          |

### Jiné formy účasti
Následující páry obdržely divokou kartu do hlavní soutěže:
- Andre Begemann /  Jan-Lennard Struff
- Alexander Zverev /  Mischa Zverev

Následující pár postoupil z kvalifikace:
- Kenny de Schepper /  Axel Michon

Následující pár postoupil z kvalifikace jako tzv. šťastný poražený:
- Daniel Masur /  Cedrik-Marcel Stebe

### Odhlášení
před začátkem turnaje
- Florian Mayer (nemoc)

## Přehled finále

### Mužská dvouhra
- Martin Kližan vs.  Pablo Cuevas, 6–1, 6–4

### Mužská čtyřhra
- Henri Kontinen /  John Peers vs.  Daniel Nestor /  Ajsám Kúreší, 7–5, 6–3